# Округ Саливан (Њу Хемпшир)
Округ Саливан (енгл. Sullivan County) је округ у америчкој савезној држави Њу Хемпшир.

## Демографија
По попису из 2010. године број становника је 43.742, што је 3.284 (8,1%) становника више него 2000. године.
| Група             | 2000.          | 2010.          |
| Белци             | 39.482 (97,6%) | 42.087 (96,2%) |
| Афроамериканци    | 96 (0,2%)      | 185 (0,4%)     |
| Азијати           | 150 (0,4%)     | 271 (0,6%)     |
| Хиспаноамериканци | 221 (0,5%)     | 493 (1,1%)     |
| Укупно            | 40.458         | 43.742         |